# Constitutio Antoniniana
A Constitutio Antoniniana de Civitate császári rendelet, melyben Caracalla (Marcus Aurelius Severus Antonius) (Lugdunum, 188 – Carrhae, 217) római császár 212-ben a Római Birodalom valamennyi szabadon született polgára számára biztosította a római polgárjogot. A rendelet elsődleges célja az adóbevételek növelése volt, mivel a császár költséges háborúit másképp nem fedezhette, ugyanakkor jelentősen hozzájárult Róma egységes birodalommá formálódáshoz is.